# Emilio Sakraya

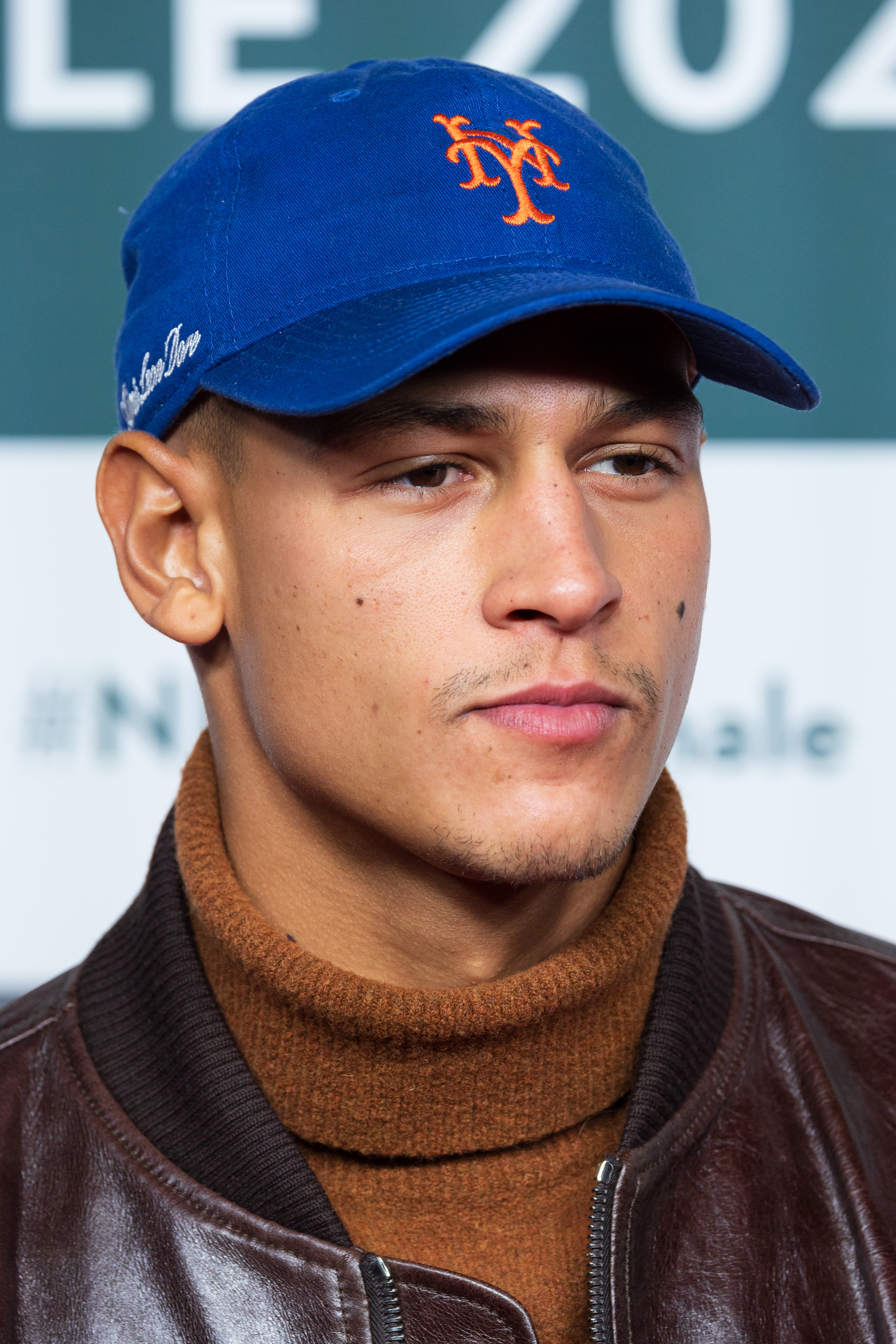
Emilio Sakraya (2023)

Emilio Sakraya Moutaoukkil (* 29. Juni 1996 in Berlin), Künstlername Emilio, ist ein deutscher Schauspieler und Musiker.

## Leben
Sakraya, dessen Mutter Meryem aus Marokko und dessen Vater aus Serbien stammt, wurde 1996 in Berlin geboren und wuchs dort auf. Seine Eltern leben getrennt, er hat mehrere Halbgeschwister. Sein Bruder Ilyes Raoul ist ebenfalls als Schauspieler tätig. In seiner Kindheit verbrachte er den Sommer bei seiner Familie in Marokko. Emilio Sakraya besuchte die Annie Heuser-Waldorfschule in Wilmersdorf. Seit seinem neunten Lebensjahr steht er für Filmproduktionen vor der Kamera. Seinen ersten Auftritt hatte er 2005 in dem Werbefilm Kinder erzählen. Ebenfalls im Kindesalter entdeckte er seine Begeisterung für Karate und Kung-Fu. Er errang 2010 einen deutschen Meistertitel im Karate in der Version der World Karate and Kickboxing Association (WKA). 2024 nahm er an der Sendung Schlag den Star teil und unterlag  Bausa.
Nach eigener Angabe begann Emilio Sakraya im Alter von elf Jahren Klavier, Gitarre und Schlagzeug zu spielen und trat früh in eine Schulband ein. Im Alter von fünfzehn oder sechzehn Jahren begann er, auch eigene Songs zu schreiben.
Sakraya ist Vater eines Sohnes.

### Schauspiel
2010 hatte Sakraya seinen ersten Kinoauftritt in dem von Bernd Eichinger produzierten Kinofilm Zeiten ändern dich.
Er entschloss sich Ende 2016, seinen bisherigen Nachnamen Moutaoukkil nicht mehr öffentlich zu verwenden und stattdessen seinen zweiten Vornamen als Künstlernamen zu benutzen.
Im Januar 2017 spielte er eine Episodenhauptrolle im Saarländer Tatort Söhne und Väter.
Anfang 2018 übernahm Emilio Sakraya im Kinofilm Kalte Füße die Hauptrolle unter der Regie von Wolfgang Groos. An seiner Seite sind Heiner Lauterbach und Sonja Gerhardt zu sehen. Im Sommer 2018 stand er für den NDR-Tatort Das verschwundene Kind in Göttingen vor der Kamera. Für seine Darstellung wurde er für den Studio Hamburg Nachwuchspreis nominiert.
2019 stand Emilio Sakraya mit Alba Baptista als JC für die neue internationale Netflix-Drama-Serie Warrior Nun, erstellt von Simon Barry (Ghost Wars, Continuum), vor der Kamera. Außerdem übernahm er eine der Hauptrollen in der neuen Netflix-Serie Tribes of Europa von Philip Koch.
Im Sommer 2020 drehte er den Kinofilm Die Rettung der uns bekannten Welt. Unter der Regie von Til Schweiger übernahm Emilio Sakraya die Hauptrolle.
2022 wurde der Schauspieler von der EFP zum European Shooting Star gewählt. Im selben Jahr erschien Fatih Akins Spielfilm Rheingold, in dem Sakraya die Hauptrolle des Gangsta-Rappers Xatar übernahm.

### Musik
Im Mai 2016 veröffentlichte er unter seinem Vornamen seine Debütsingle Down by the Lake. Am 18. September 2020 erschien sein Debütalbum Roter Sand auf Jive Records.
2024 nahm er als Sänger an der Staffel der auf VOX ausgestrahlten Sendung Sing meinen Song – Das Tauschkonzert teil.

## Filmografie

### Kino
- 2008: Speed Racer
- 2010: Zeiten ändern dich
- 2013: V8 – Du willst der Beste sein
- 2013: Der Prinz von Gmünd (Kurzfilm)
- 2014: Bibi & Tina: Voll verhext!
- 2016: Bibi & Tina: Mädchen gegen Jungs
- 2017: 4 Blocks
- 2017: Bibi & Tina: Tohuwabohu Total
- 2017: Rock My Heart – Mein wildes Herz
- 2018: Heilstätten
- 2018: Meine teuflisch gute Freundin
- 2018: Kalte Füße
- 2021: Die Rettung der uns bekannten Welt
- 2021: One Night Off
- 2022: Lieber Kurt
- 2022: Rheingold
- 2024: 60 Minuten

### Fernsehen
- 2012: Die Draufgänger (Fernsehserie, Folge Familienbande)
- 2014: Kein Entkommen (Fernsehfilm)
- 2014: Die Detektive (Fernsehserie, 1 Folge)
- 2015: Mitten in Deutschland: NSU (Fernseh-Miniserie, 1 Folge)
- 2015: Letzte Ausfahrt Sauerland (Fernsehfilm)
- 2016: Die siebte Stunde (Fernsehfilm)
- 2016: Löwenzahn (Fernsehserie, 1 Folge)
- 2016: Die Opfer – Vergesst mich nicht (2. Teil der Trilogie Mitten in Deutschland: NSU)
- 2016: Solo für Weiss – Die Wahrheit hat viele Gesichter
- 2016: Winnetou – Der Mythos lebt (Fernsehdreiteiler)
- 2017: Söhne und Väter (Fernsehreihe)
- 2017: 4 Blocks
- 2017: Ferien vom Leben (Fernsehfilm)
- 2017: Der Schweinehirt (Fernsehfilm)
- 2019: Tatort: Das verschwundene Kind
- 2020–2022: Warrior Nun
- 2021: Tribes of Europa
- 2024: Sing meinen Song – Das Tauschkonzert
- 2024: Those About to Die (Amazon-Prime-Serie)

## Diskografie
Studioalben

| Jahr | Titel Musiklabel               | Höchstplatzierung, Gesamtwochen, AuszeichnungChartplatzierungen (Jahr, Titel, Musiklabel, Platzierungen, Wochen, Auszeichnungen, Anmerkungen) | Höchstplatzierung, Gesamtwochen, AuszeichnungChartplatzierungen (Jahr, Titel, Musiklabel, Platzierungen, Wochen, Auszeichnungen, Anmerkungen) | Höchstplatzierung, Gesamtwochen, AuszeichnungChartplatzierungen (Jahr, Titel, Musiklabel, Platzierungen, Wochen, Auszeichnungen, Anmerkungen) | Anmerkungen                              |
| Jahr | Titel Musiklabel               | DE | AT | CH | Anmerkungen                              |
| ---- | ------------------------------ | --- | --- | --- | ---------------------------------------- |
| 2020 | Roter Sand Jive Records (Sony) | DE40 (1 Wo.)DE | AT47 (1 Wo.)AT | CH86 (1 Wo.)CH | Erstveröffentlichung: 18. September 2020 |
| 2022 | 1996 Jive Records (Sony)       | DE19 (2 Wo.)DE | AT17 (2 Wo.)AT | CH32 (2 Wo.)CH | Erstveröffentlichung: 1. Juli 2022       |
| 2024 | Blessings Jive Records (Sony)  | DE8 (2 Wo.)DE | AT15 (1 Wo.)AT | CH50 (1 Wo.)CH | Erstveröffentlichung: 19. April 2024     |

## Auszeichnungen und Nominierungen

### Auszeichnungen
- 2022: European Shooting Stars (in der Kategorie Shooting Star)[14]

### Nominierungen
- 2018: New Faces Award (für Rock My Heart - Mein wildes Herz)[15]
- 2019: Bravo Otto (in der Kategorie Newcomer international)[16]
- 2019: Studio Hamburg Nachwuchspreis (für Tatort: Das verschwundene Kind)[15]
- 2022: Romy-Preis (in der Kategorie Entdeckung männlich)[17]